# Barfotaläkare

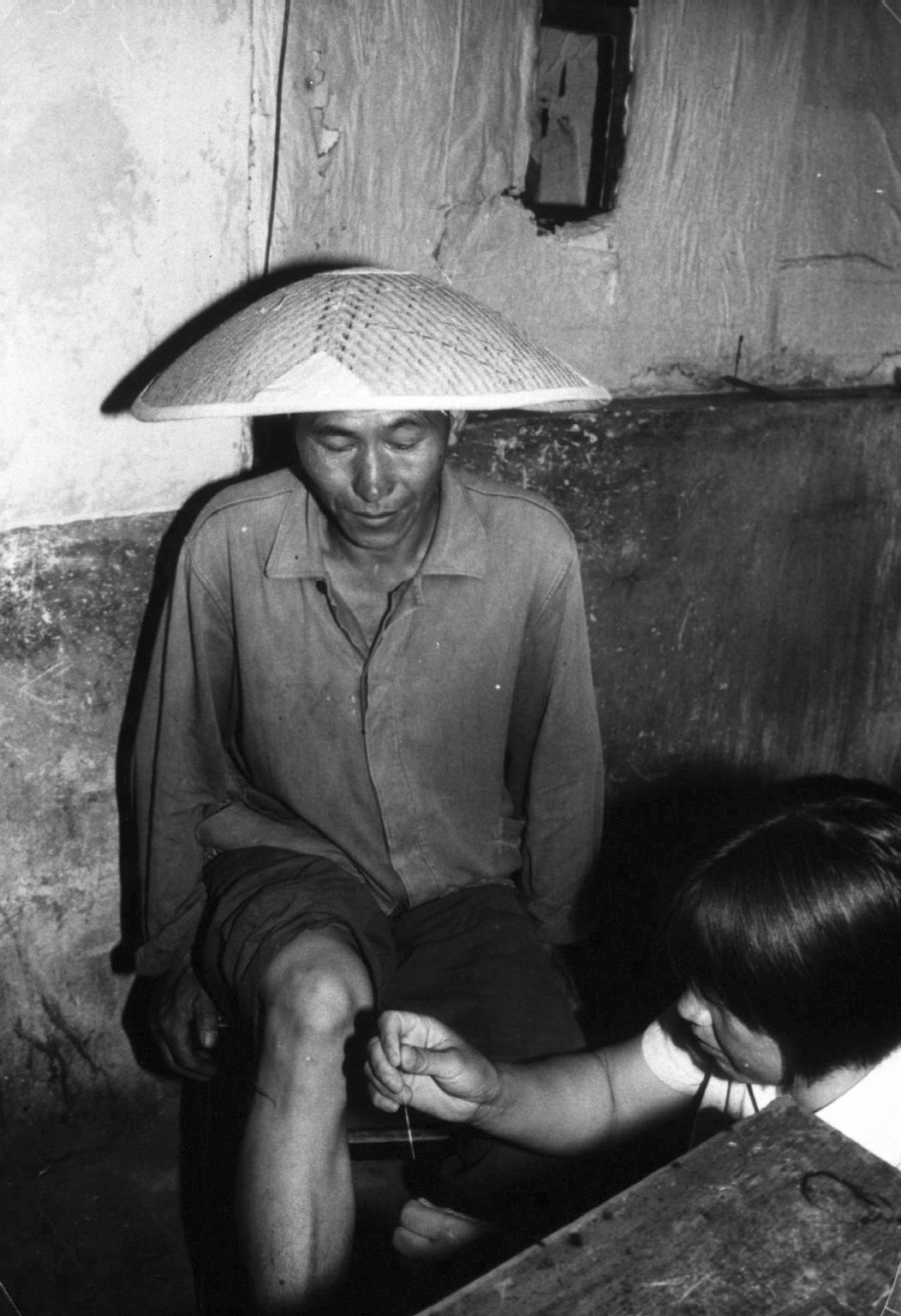
En kinesisk barfotaläkare (nedan till höger) tillämpar akupunktur på en bonde. Foto: D. Henrioud, för Världshälsoorganisationen.

Barfotaläkare (kinesiska: 赤脚医生, pinyin: chìjiǎo yīshēng) var kinesiska bönder eller till landsbygden utsända studenter från städerna som fått viss medicinsk utbildning (kunde variera från några veckor till ett drygt år) för att arbeta på landsbygden där inga reguljärt utbildade läkare fanns. De utrustades med mindre förråd av både västerländsk och kinesisk medicin. Systemet med barfotaläkare, som institutionaliserades i mitten av 1960-talet, upphörde i början av 1980-talet i samband med folkkommunernas avveckling. I samband med avvecklingen erbjöds barfotaläkarna ta en examen som, om de klarade den, gav dem rätten att praktisera som byläkare.
Begreppet barfotaläkare härstammar från Mao Zedongs tid då utvalda bönder fick i uppdrag att utöva medicinsk praktik vid sidan av sitt dagliga arbete som innebar att gå barfota ute på åkrarna.